# Mount Gambier
Mount Gambier è una città dell'Australia Meridionale (Australia); essa si trova 430 chilometri a sud-est di Adelaide ed è la sede della Città di Mount Gambier. Al censimento del 2006 contava 23 494 abitanti.